# پرتقال میوه آزار: کفگیر
پرتقال میوه آزار: کفگیر (انگلیسی: Annoying Orange: Splatter Up) یک بازی ویدئویی تک‌نفره برای سکوهای آی‌اواس و اندروید می‌باشد که توسط ثراستر گیمز توسعه و باتل راکت اپس نشر پیدا کرده است. این بازی در واقع بر اساس یک سریال اینترنتی کمدی پرطرفدار با همین نام می‌باشد.
آخرین بروز رسانی این بازی در ۲۷ ژانویه ۲۰۱۴ انجام گرفت.